# Demonax siccus
Demonax siccus är en skalbaggsart som beskrevs av Holzschuh 1991. Demonax siccus ingår i släktet Demonax och familjen långhorningar. Inga underarter finns listade i Catalogue of Life.